# Wereldbeker veldrijden 2016-2017
De wereldbeker veldrijden 2016-2017 was het 24ste seizoen van het regelmatigheidscriterium in het veldrijden. De wereldbeker werd georganiseerd door de Internationale Wielerunie (UCI) en kan gezien worden als het belangrijkste regelmatigheidscriterium in het veldrijden. Het is tevens de meest internationale. De wereldbeker telde in het seizoen 2016-2017 negen crossen, met de toevoeging van de Jingle Cross (in Iowa City, Verenigde Staten) en de nieuwe wereldbekers in Zeven (Duitsland) en Fiuggi (Italië). De meerderheid van de crossen werd georganiseerd in Europa, maar er waren ook twee crossen in de Verenigde Staten. 
Bij de mannen was Wout van Aert de verdedigende kampioen, bij de vrouwen Sanne Cant. Van Aert wist zijn titel te prolongeren. Bij de vrouwen pakte Sophie de Boer haar eerste eindoverwinning in de wereldbeker.
De wereldbeker bestond uit de volgende categorieën:
- Mannen elite: 23 jaar en ouder
- Vrouwen elite: 17 jaar en ouder
- Mannen beloften: 19 t/m 22 jaar
- Jongens junioren: 17 t/m 18 jaar

## Puntenverdeling
De top vijftig van de categorieën mannen en vrouwen elite ontvingen punten aan de hand van de volgende tabel:
| Positie | 1  | 2  | 3  | 4  | 5  | 6  | 7  | 8  | 9  | 10 | 11 | 12 | 13 | 14 | 15 | 16 | 17 | 18 | 19 | 20 | 21 | 22 | 23 | 24 | 25 |
| Punten  | 80 | 70 | 65 | 60 | 55 | 50 | 48 | 46 | 44 | 42 | 40 | 39 | 38 | 37 | 36 | 35 | 34 | 33 | 32 | 31 | 30 | 29 | 28 | 27 | 26 |
|         |    |    |    |    |    |    |    |    |    |    |    |    |    |    |    |    |    |    |    |    |    |    |    |    |    |
| Positie | 26 | 27 | 28 | 29 | 30 | 31 | 32 | 33 | 34 | 35 | 36 | 37 | 38 | 39 | 40 | 41 | 42 | 43 | 44 | 45 | 46 | 47 | 48 | 49 | 50 |
| Punten  | 25 | 24 | 23 | 22 | 21 | 20 | 19 | 18 | 17 | 16 | 15 | 14 | 13 | 12 | 11 | 10 | 9  | 8  | 7  | 6  | 5  | 4  | 3  | 2  | 1  |

## Mannen elite

### Kalender en podia
| Datum      | Locatie                              | Eerste                     | Tweede                     | Derde                      | Leider in het klassement |
| ---------- | ------------------------------------ | -------------------------- | -------------------------- | -------------------------- | ------------------------ |
| 21/09/2016 | Cross Vegas, Las Vegas               | Wout van Aert              | Michael Vanthourenhout     | Laurens Sweeck             | Wout van Aert            |
| 24/09/2016 | Jingle Cross, Iowa City              | Wout van Aert              | Kevin Pauwels              | Laurens Sweeck             | Wout van Aert            |
| 23/10/2016 | Cauberg Cyclocross, Valkenburg       | Mathieu van der Poel       | Wout van Aert              | Michael Vanthourenhout     | Wout van Aert            |
| 20/11/2016 | Duinencross, Koksijde                | Afgelast vanwege stormweer | Afgelast vanwege stormweer | Afgelast vanwege stormweer | Wout van Aert            |
| 26/11/2016 | Wereldbeker Zeven, Zeven             | Mathieu van der Poel       | Wout van Aert              | Kevin Pauwels              | Wout van Aert            |
| 18/12/2016 | Citadelcross, Namen                  | Mathieu van der Poel       | Wout van Aert              | Kevin Pauwels              | Wout van Aert            |
| 26/12/2016 | GP Eric De Vlaeminck, Heusden-Zolder | Wout van Aert              | Laurens Sweeck             | Kevin Pauwels              | Wout van Aert            |
| 15/01/2017 | Wereldbeker Fiuggi, Fiuggi           | Wout van Aert              | Marcel Meisen              | Tom Meeusen                | Wout van Aert            |
| 22/01/2017 | GP Adrie van der Poel, Hoogerheide   | Lars van der Haar          | Tom Meeusen                | Corné van Kessel           | Wout van Aert            |

### Eindstand
| Pos. | Renner                 | Team                                            | VEG | IOW | VAL | KOK | ZEV | NAM | HEU | FIU | HOO | Punten |
| ---- | ---------------------- | ----------------------------------------------- | --- | --- | --- | --- | --- | --- | --- | --- | --- | ------ |
| 1    | Wout van Aert          | Crelan-Vastgoedservice/Veranda's Willems-Crelan | 1   | 1   | 2   | /   | 2   | 2   | 1   | 1   | –   | 530    |
| 2    | Kevin Pauwels          | Marlux-Napoleon Games                           | 12  | 2   | 5   | /   | 3   | 3   | 3   | 4   | 5   | 474    |
| 3    | Tom Meeusen            | Telenet-Fidea Lions                             | 11  | 14  | 4   | /   | 4   | 4   | 5   | 3   | 2   | 447    |
| 4    | Michael Vanthourenhout | Marlux-Napoleon Games                           | 2   | 20  | 3   | /   | 9   | 8   | 6   | 6   | 23  | 384    |
| 5    | Laurens Sweeck         | ERA-Circus                                      | 3   | 3   | 9   | /   | 6   | 5   | 2   | 27  | –   | 373    |
| 6    | Corné van Kessel       | Telenet-Fidea Lions                             | –   | 6   | 8   | /   | 7   | 6   | 9   | 10  | 3   | 345    |
| 7    | Tim Merlier            | Crelan-Vastgoedservice/Veranda's Willems-Crelan | 9   | 19  | 10  | /   | 13  | 16  | 7   | 5   | 6   | 344    |
| 8    | Mathieu van der Poel   | Beobank-Corendon                                | –   | –   | 1   | /   | 1   | 1   | 14  | –   | 24  | 304    |
| 9    | Toon Aerts             | Telenet-Fidea Lions                             | 4   | 9   | 6   | /   | 12  | 7   | 4   | –   | –   | 301    |
| 10   | Marcel Meisen          | Team Kuota-Lotto                                | –   | 30  | 13  | /   | 10  | 9   | 15  | 2   | 8   | 297    |

## Vrouwen elite

### Kalender en podia
| Datum      | Locatie                              | Eerste                     | Tweede                     | Derde                      | Leidster in het klassement |
| ---------- | ------------------------------------ | -------------------------- | -------------------------- | -------------------------- | -------------------------- |
| 21/09/2016 | Cross Vegas, Las Vegas               | Sophie de Boer             | Kateřina Nash              | Katherine Compton          | Sophie de Boer             |
| 24/09/2016 | Jingle Cross, Iowa City              | Katherine Compton          | Caroline Mani              | Kaitlin Antonneau          | Katherine Compton          |
| 23/10/2016 | Cauberg Cyclocross, Valkenburg       | Thalita de Jong            | Sophie de Boer             | Sanne Cant                 | Sophie de Boer             |
| 20/11/2016 | Duinencross, Koksijde                | Afgelast vanwege stormweer | Afgelast vanwege stormweer | Afgelast vanwege stormweer | Sophie de Boer             |
| 26/11/2016 | Wereldbeker Zeven, Zeven             | Sanne Cant                 | Katherine Compton          | Alice Maria Arzuffi        | Sophie de Boer             |
| 18/12/2016 | Citadelcross, Namen                  | Kateřina Nash              | Eva Lechner                | Sophie de Boer             | Sophie de Boer             |
| 26/12/2016 | GP Eric De Vlaeminck, Heusden-Zolder | Marianne Vos               | Sanne Cant                 | Kateřina Nash              | Sophie de Boer             |
| 15/01/2017 | Wereldbeker Fiuggi, Fiuggi           | Marianne Vos               | Kateřina Nash              | Sophie de Boer             | Sophie de Boer             |
| 22/01/2017 | GP Adrie van der Poel, Hoogerheide   | Marianne Vos               | Lucinda Brand              | Annemarie Worst            | Sophie de Boer             |

### Eindstand
| Pos. | Renster           | Team                    | VEG | IOW | VAL | KOK | ZEV | NAM | HEU | FIU | HOO | Punten |
| ---- | ----------------- | ----------------------- | --- | --- | --- | --- | --- | --- | --- | --- | --- | ------ |
| 1    | Sophie de Boer    | Kalas-NNOF Cycling Team | 1   | 7   | 2   | /   | 4   | 3   | 6   | 3   | 8   | 484    |
| 2    | Sanne Cant        | Beobank-Corendon        | 9   | 13  | 3   | /   | 1   | 13  | 2   | –   | 4   | 395    |
| 3    | Kateřina Nash     | Team LUNA Chinx         | 2   | 4   | –   | /   | –   | 1   | 3   | 2   | 7   | 393    |
| 4    | Ellen Van Loy     | Telenet-Fidea Lions     | 17  | 14  | 6   | /   | 7   | 6   | 7   | 7   | 13  | 353    |
| 5    | Eva Lechner       | Colnago Cap Arreghini   | 16  | 8   | –   | /   | –   | 2   | 5   | 5   | 14  | 298    |
| 6    | Ellen Noble       | Aspire Racing           | 8   | 5   | 37  | /   | 10  | 16  | 19  | 8   | 39  | 282    |
| 7    | Amanda Miller     | Visit Dallas DNA        | 4   | 10  | 5   | /   | –   | 7   | 10  | –   | 19  | 279    |
| 8    | Caroline Mani     | Raleigh-Clement         | 5   | 2   | 7   | /   | 11  | –   | –   | 14  | 31  | 270    |
| 9    | Katherine Compton | KFC Racing              | 3   | 1   | –   | /   | 2   | –   | –   | –   | 17  | 249    |
| 10   | Laura Verdonschot | Marlux-Napoleon Games   | –   | –   | 19  | /   | 8   | 28  | 11  | 6   | 5   | 246    |

## Prijzengeld
In onderstaande tabel volgt de verdeling van het prijzengeld per categorie.
| Pos.   | Per cross    | Per cross     | Per cross  | Per cross       |
| Pos.   | Mannen elite | Vrouwen elite | Mannen U23 | Mannen junioren |
| ------ | ------------ | ------------- | ---------- | --------------- |
| 1.     | € 5.000      | € 2.000       | € 175      | € 150           |
| 2.     | € 3.500      | € 1.500       | € 120      | € 100           |
| 3.     | € 3.000      | € 1.000       | € 90       | € 70            |
| 4.     | € 2.700      | € 800         | € 70       | € 60            |
| 5.     | € 2.500      | € 600         | € 60       | € 50            |
| 6.     | € 2.000      | € 450         | € 50       | € 50            |
| 7.     | € 1.800      | € 450         | € 50       | € 50            |
| 8.     | € 1.600      | € 450         | € 50       | € 40            |
| 9.     | € 1.400      | € 400         | € 50       | € 40            |
| 10.    | € 1.200      | € 400         | € 50       | € 40            |
| 11.    | € 1.000      | € 300         | € 30       | € 30            |
| 12.    | € 900        | € 300         | € 30       | € 30            |
| 13.    | € 850        | € 250         | € 30       | € 30            |
| 14.    | € 800        | € 250         | € 30       | € 30            |
| 15.    | € 750        | € 250         | € 30       | € 30            |
| 16.    | € 700        | € 200         | € 20       | –               |
| 17.    | € 650        | € 200         | € 20       | –               |
| 18.    | € 600        | € 200         | € 20       | –               |
| 19.    | € 550        | € 200         | € 20       | –               |
| 20.    | € 500        | € 200         | € 20       | –               |
| 21-30  | € 450        | –             | –          | –               |
| 31-40  | € 300        | –             | –          | –               |
| Totaal | € 39.500     | € 10.400      | € 1.015    | € 800           |

 Cross Vegas · 
 Jingle Cross · 
 Cauberg Cyclocross · 
 Duinencross · 
 Wereldbeker Zeven · 
 Citadelcross · 
 GP Eric De Vlaeminck · 
 Wereldbeker Fiuggi · 
 GP Adrie van der Poel
Kampioenschappen:  Wereldkampioenschappen ·
 Europese kampioenschappen ·
 Belgische kampioenschappen ·
 Nederlandse kampioenschappen
Klassementen:  Wereldbeker ·
 Superprestige ·
 DVV Verzekeringen/IJsboerke Trofee ·
 EKZ CrossTour ·
 TOI TOI Cup ·
 National Trophy Series ·
 Coupe de France ·
 Copa de España ·
 New England Series
Overig:  Brico Cross ·
 Soudal Classics
1993-1994 · 1994-1995 · 1995-1996 · 1996-1997 · 1997-1998 · 1998-1999 · 1999-2000 · 2000-2001 · 2001-2002 · 2002-2003 · 2003-2004 · 2004-2005 · 2005-2006 · 2006-2007 · 2007-2008 · 2008-2009 · 2009-2010 · 2010-2011 · 2011-2012 · 2012-2013 · 2013-2014 · 2014-2015 · 2015-2016 · 2016-2017 · 2017-2018 · 2018-2019 · 2019-2020 · 2020-2021 · 2021-2022 · 2022-2023 · 2023-2024 · 2024-2025